# تیم ملی فوتبال زیر ۲۳ سال افغانستان
تیم ملی فوتبال زیر ۲۳ سال افغانستان نماینده افغانستان در رقابت‌های بین‌المللی فوتبال و همچنین رقابت در زیر ۲۳ فوتبال بین‌المللی مسابقات و در بازی‌های آسیایی است.

## تاریخچه
فوتبال یکی از محبوب‌ترین ورزش‌های کشور است. در حال حاضر، افغانستان به دلیل کمبود بودجه و مشکلات امنیتی در داخل کشور، از سطح پایینی در مشارکت در فوتبال برخوردار است. این تیم در بازیهای آسیای جنوبی ۲۰۱۰، برای اولین بار افغانستان به فینال مسابقات دست یافت. بلال آرزو از افغانستان به عنوان یکی از با ارزش‌ترین بازیکنان مسابقات انتخاب شد.